# マニエリスム

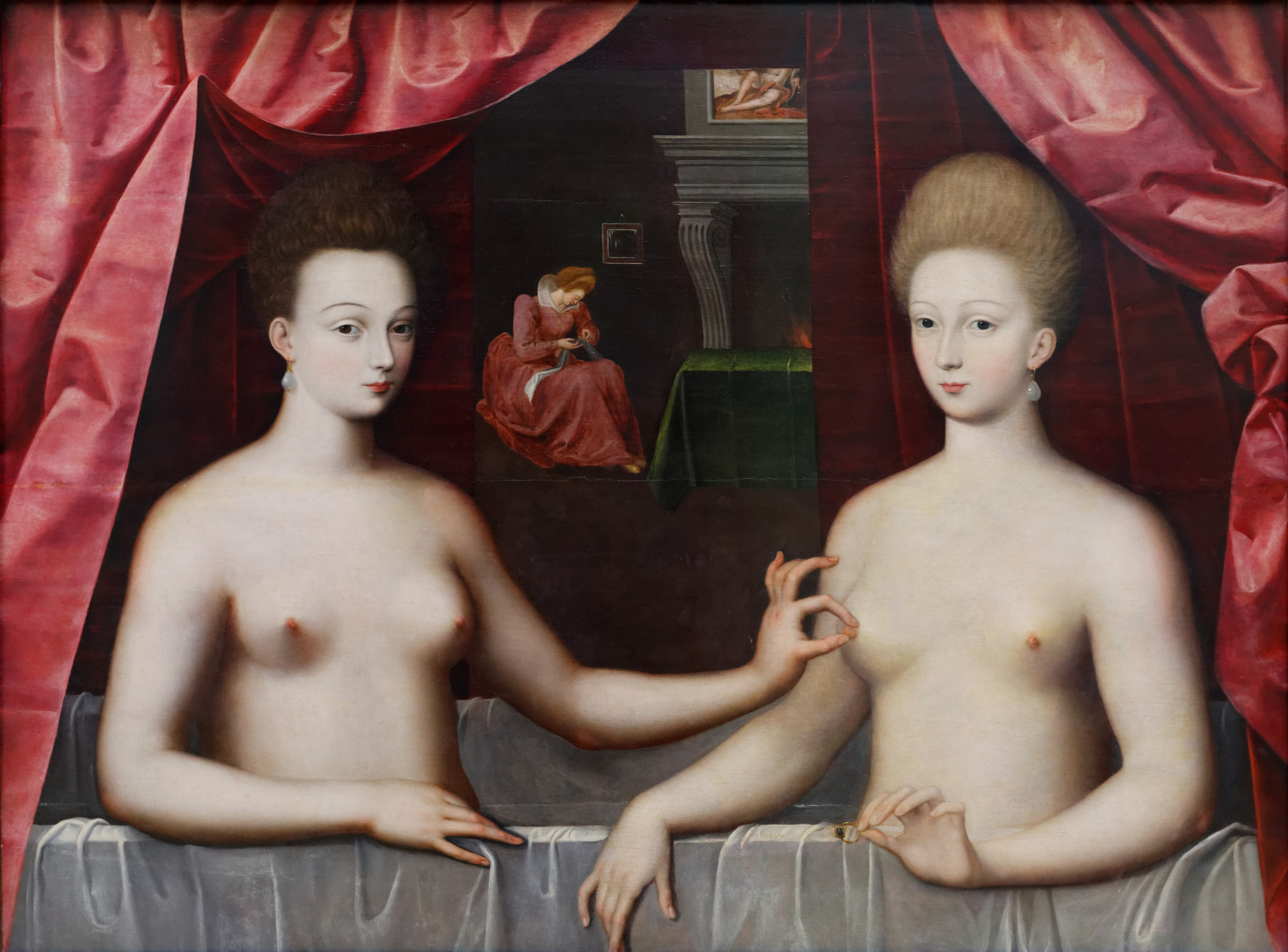
《ガブリエル・デストレとその妹》。典型的なマニエリスムの様式で描かれている。

マニエリスム（伊: Manierismo ; 仏: Maniérisme ; 英: Mannerism）とは、ルネサンス後期の美術で、イタリアを中心にして見られる傾向を指す言葉である。マンネリズムと語源を等しくする。美術史の区分としては、盛期ルネサンスとバロックの合間にあたる。イタリア語の「マニエラ（maniera：手法・様式）」に由来する言葉である。ヴァザーリはこれに「自然を凌駕する行動の芸術的手法」という意味を与えた。

## 概念

### 成立の経緯
ミケランジェロに代表される盛期ルネサンスの成果は圧倒的であり、芸術は頂点を極め、今や完成されたと考えられた。ミケランジェロの弟子ヴァザーリはミケランジェロの「手法(マニエラ maniera)」を高度の芸術的手法と考え、マニエラを知らない過去の作家に対して、現在の作家が優れていると説いた。
レオナルド・ダ・ヴィンチ、ラファエロ、ミケランジェロら盛期ルネサンスの巨匠たちは古典的様式を完成させた。これをヴァザーリは普遍的な美の存在を前提とし、「最も美しいものを繋ぎ合わせて可能な限りの美を備えた一つの人体を作る様式」として、「美しい様式（ベルラ・マニエラ）」と定義づけた。
1520年頃から中部イタリアでは前述の巨匠たちの様式の模倣が目的である芸術が出現し、「マニエラ」は芸術作品の主題となった。その結果盛期ルネサンス様式の造形言語の知的再解釈が行われ、盛期ルネサンス様式は極端な強調、歪曲が行われるようになった。一方で古典主義には入れられなかった不合理な諸原理を表現する傾向も表れるようになった。フィレンツェにおけるマニエリスムの発生は、1512年のジュリアーノ・デ・メディチの追放とそれによるメディチ家のフィレンツェへの復帰、それらの社会的な緊張感の発生と芸術家への発注数の増加、ミケランジェロ・ブオナローティとラファエロ・サンティのローマへの移動によって起きたフィレンツェの伝統からの解放をハウザーは挙げている。またこの変化の中でマニエリスム様式の模範を作る重要な役割を果たした芸術家としてハウザーはヤコポ・ダ・ポントルモを示している。
しかし、17世紀のピエトロ・ベッローリはミケランジェロの「マニエラ」の模倣者たちを非難し、やがて型にはまった生気の欠けた作品という評価が支配的となった。この考え方は19世紀まで引き継がれ、マニエリスムは1530年頃からのローマやフィレンツェにおける絵画の衰退を意味する言葉として扱われた。
その後1956年にオランダのアムステルダムにて催された『ヨーロッパ・マニエリスムの勝利』などをきっかけとして、20世紀ドイツにおけるドイツ表現主義や抽象主義の隆盛により、マニエリスムも独立した表現形態であり、抽象的な表現に見るべきものがあるとして再評価されるようになった。

### 定義
ハンガリーの芸術社会学者であるアーノルド・ハウザーは、自著の中でマニエリスムの定義に関する重要なものとしてウォルター・フリートレンダーの研究に触れている。フリートレンダーはマニエリスムを根本的に反古典主義的なものであると定義し、加えて逆説的な形式でのみその問題を語ることができるものであるとしている。またマニエリスムの研究で知られている美術史家のマックス・ドヴォルシャックはマニエリスムの本質を精神性であるとしており、ハウザーはこれに加えてこれが世界を形作るだけではなく捻じ曲げる要素としての働きをしたとしている。

## 特徴

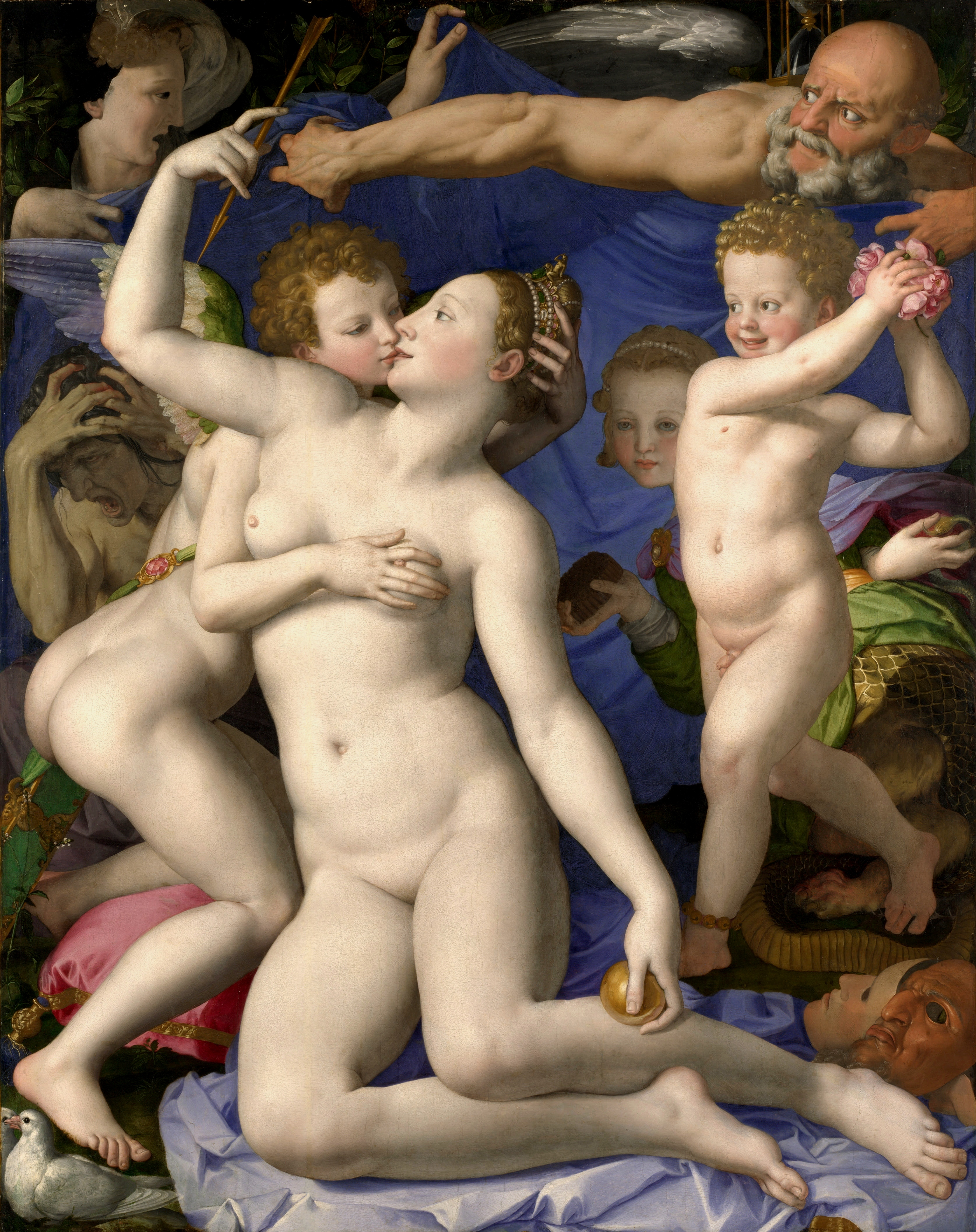
ブロンズィーノ《愛のアレゴリー》(1540 - 1545年)。マニエリスムの特徴として、寓意が含まれた作品として挙げられる。

マニエリスムは、盛期ルネサンス芸術の明快で調和の取れた表現とも、バロック芸術の動感あふれる表現とも異なった特有の表現として位置づけることができる。

### 絵画

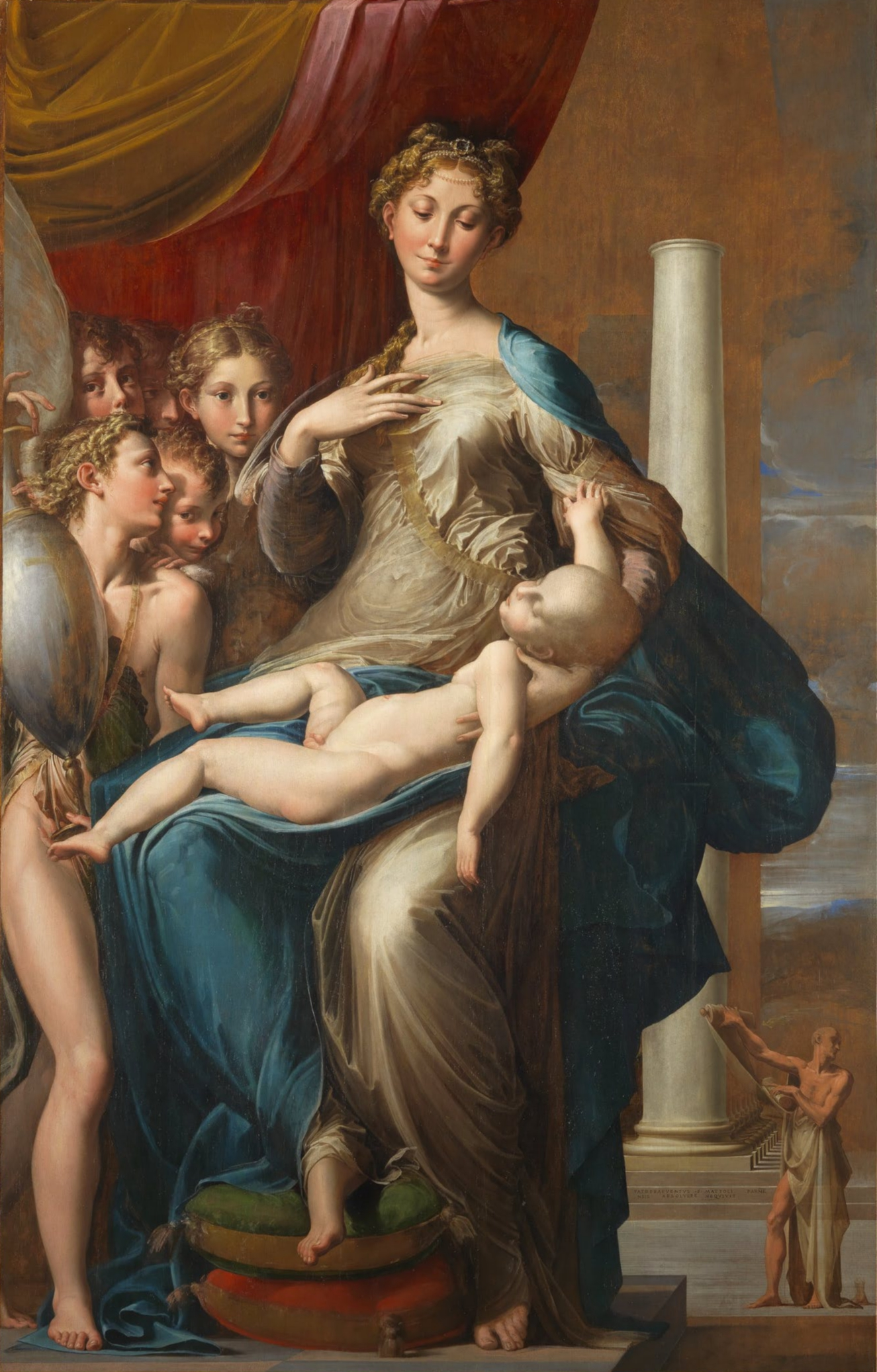
パルミジャニーノ《長い首の聖母》（1534 - 1540年)。聖母の抱いているイエスを見ると、身体が強く引き伸ばされている。

諸原理の抽象化
遠近法、短縮法、明暗法などが抽象化されている。
巨匠の個人的様式の誇張的模倣
歪められた空間
消失点の高低を極端に設置した遠近法、奥行きが閉ざされ平面化された空間などが挙げられる。
蛇状体「フィグーラ・セルペンティナータ」
曲がりくねり、引き伸ばされた人体表現が使われている。
明暗のコントラスト

### 建築
古典主義では同じ大きさの柱を並べるのが一般的であったが、ヴィニョーラは、古典的形態要素を自由に組み合わせ大胆な平面の建物を設計し、パラディオはファサードの列柱の柱を大小混在させた。盛期ルネサンスまでの芸術作品は教会や広場など公共施設に置かれることが多かったが、マニエリスム期の作品の多くは宮廷などの閉じたサークル内で鑑賞された。また様々な寓意をちりばめた理知的、晦渋な作品が好まれた。

### その他
元々は16世紀美術に対する概念であるが、現代美術（シュルレアリストの作品など）にマニエリスムと共通する性格を認め（例：ホッケ「迷宮としての世界」）、広義に用いる場合もある。
文学においても、グスタフ・ルネ・ホッケの『文学におけるマニエリスム』が1959年に出版されるなど、美術のみならず影響を及ぼしていることが分かる。

## マニエリスム手法を採用した作品
- ポストモダンの建築家・磯崎新の代表作つくばセンタービルはマニエリスム的な作品になっている。

## 関連文献
- アンドレ・シャステル 『ローマ劫掠―一五二七年、聖都の悲劇』 越川倫明ほか訳 筑摩書房、2006年。
- 森洋子・若桑みどり編 『マニエリスム 世界美術大全集 西洋編15』 小学館、1996年。
- 若桑みどり 『マニエリスム芸術論』 ちくま学芸文庫、1994年、初版岩崎美術社（岩崎美術選書）。
- マリオ・プラーツ 『官能の庭 マニエリスム・エムブレム・バロック』 若桑みどりほか訳、ありな書房 1992年。
- グスタフ・ルネ・ホッケ 『迷宮としての世界 マニエリスム美術』 種村季弘・矢川澄子訳
美術出版社、初版1966年、新版1987年→岩波文庫全2巻、2010年12月-11年1月。
- グスタフ・ルネ・ホッケ 『文学におけるマニエリスムI．II 言語錬金術ならびに秘教的組み合わせ術』
種村季弘訳、現代思潮社 1971年、新版1977年。
- ワイリー・サイファー 『ルネサンス様式の四段階』 河村錠一郎監訳、河出書房新社、1976年、新版1987年。
- ヴァルター・フリートレンダー 『マニエリスムとバロックの成立』 斎藤稔訳、 岩崎美術社：美術名著選書、1973年。